# Kurt von Wessely
Kurt von Wessely (auch Curt von Wessely; * 18. Oktober 1881 in Prag; † 25. Oktober 1917 in Wien) war ein österreich-ungarischer Tennisspieler.

## Leben
Der aus Prag stammende von Wessely nahm von 1900 bis 1914 an Tennisturnieren teil. 1904 erreichte er das Finale der österreichischen Meisterschaften, unterlag dort jedoch Josiah Ritchie. Im selben Jahr konnte er das Turnier von Prag gewinnen. 1905 spielte er im Davis Cup, konnte jedoch in der Begegnung mit der Mannschaft von Australasien (Australien und Neuseeland) keines seiner drei Matches gewinnen. Von Wessely war neben Rolf Kinzl der erste Österreicher, der am Turnier von Wimbledon teilnahm, er kam dort aber nie über die zweite Runde hinaus. 1909 gewann er als erster Österreicher die internationalen österreichischen Meisterschaften. In insgesamt vier Konkurrenzen war von Wessely bei den Olympischen Spielen 1908 in London sowie vier Jahre später in Stockholm gemeldet, startete aber letztlich bei keiner davon.
Neben Tennis betrieb von Wessely zahlreiche weitere Sportarten, darunter Fußball, Feld- und Eishockey sowie Skilauf.
Nach Ausbruch des Ersten Weltkriegs wurde er als Kavallerieleutnant eingezogen. Nach eineinhalb Jahren erlitt er einen Armschuss, der ihn kriegsdienstunfähig machte. Er starb 36-jährig an den Folgen einer durch die Verletzung ausgelösten Thrombose 1917 in Wien.